# Aphytis unaspidis
Aphytis unaspidis är en stekelart som beskrevs av Rose och Rosen 1991. Aphytis unaspidis ingår i släktet Aphytis och familjen växtlussteklar. Inga underarter finns listade i Catalogue of Life.